# Romain Gary

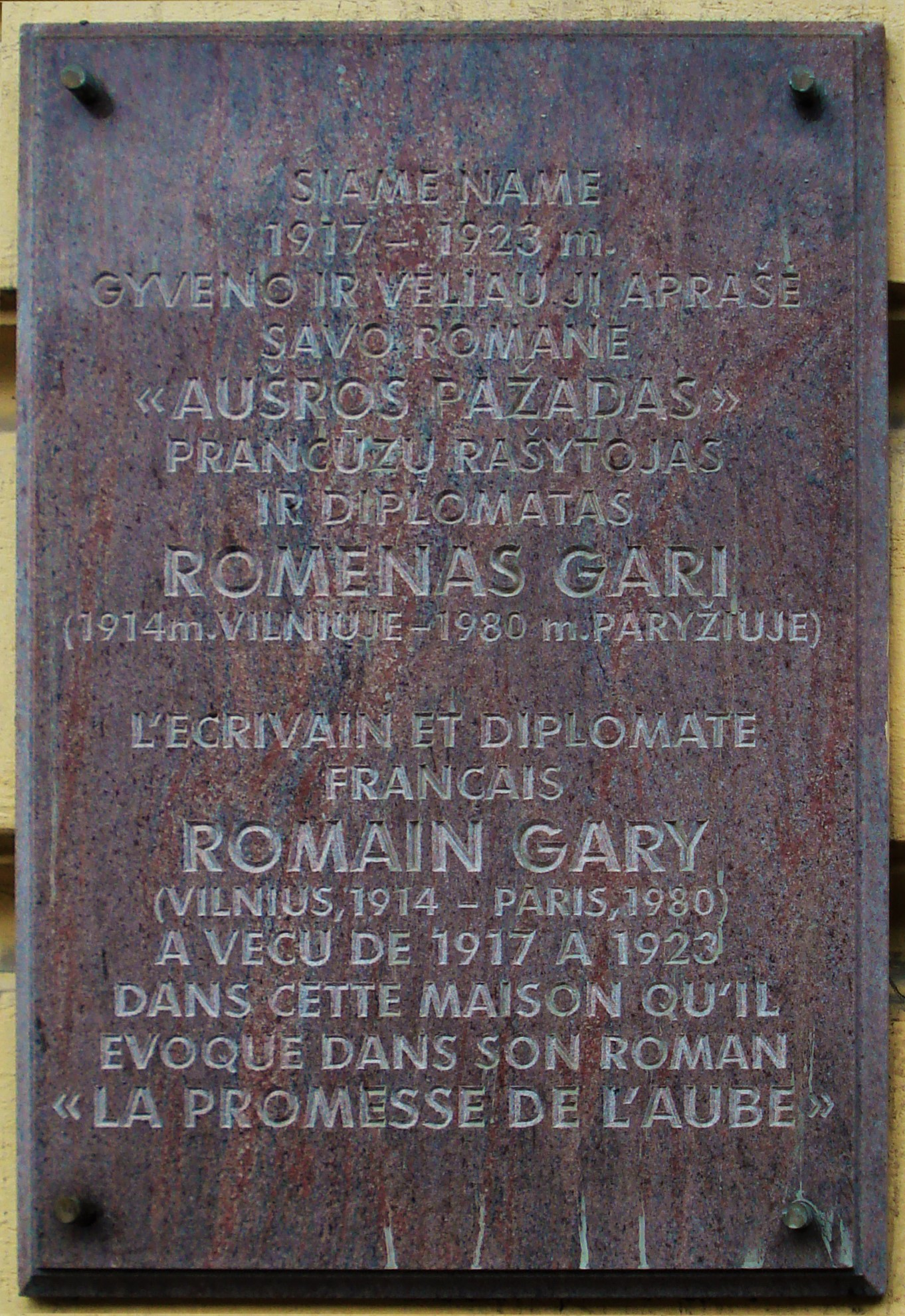
Placa en la que fue casa de Romain Gary entre 1917 y 1923

Romain Gary (seudónimo de קצב en yídish, Romenas Gari en lituano, o Рома́н Ка́цев / Roman Kacew o Katsev en ruso; 21 de mayo de 1914 - 2 de diciembre de 1980) fue un escritor y diplomático francés de origen judío-lituano.

## Biografía
Nació en Vilna, Lituania, el 21 de mayo de 1914, como Roman Kacew (yídish: קצב, ruso: Рома́н Ка́цев). Aunque nació en tierras lituanas del Imperio ruso, era judío ruso y nunca habló lituano, sino ruso y yídish. En sus libros y entrevistas, dio numerosas versiones de sus orígenes, ascendencia, ocupación e infancia. Ahora se sabe que su madre Mina Owczynska (1879-1941) era una actriz teatral judía y su padre Arieh-Leib Kacew (1883-1942) un hombre de negocios también judío lituano. Sus padres pronto se separaron y Roman pasó su infancia con su madre en Vilna, cuando la ciudad pertenecía a Polonia Oriental con el nombre de Wilno, en donde cursa estudios de violín y danza, sin el menor éxito. Más tarde, tras el divorcio formal de sus padres, viven en Varsovia (1925-1928), unos dos años y medio, en donde aprende polaco en la escuela, y a los trece años, en 1928, recala con ella en Niza, donde perfecciona la lengua francesa y decide ser escritor. Él aseguraba que dado que su padre biológico, un judío ruso, nunca lo reconoció, su madre le hacía pasar por hijo de Iván Mozzhujin, la estrella del cine ruso.
Combatió en las Fuerzas Armadas de Francia como piloto durante la Segunda Guerra Mundial y fue condecorado como Héroe de Guerra con la Cruz de Guerra por el general Charles De Gaulle; de esta experiencia escribió Educación europea (1945). 
Nombrado Caballero de la Legión de Honor y Héroe de la Liberación, entre otras condecoraciones públicas, tras concluir estudios de Derecho ingresa en la carrera diplomática, gracias a su poliglotismo, propio de muchos judíos expatriados provenientes de Europa del Este (hablaba y escribía correctamente francés, inglés, ruso y alemán, además de comprender polaco, español, italiano, lituano y yídish). Después de la guerra trabajó, por tanto, como diplomático hasta 1961 y llegó a ser cónsul general de Francia en Los Ángeles (1958), a donde llegó proveniente de la Embajada de Francia en La Paz, Bolivia (1956), en donde era agregado de asuntos exteriores, cargo que también ejerció en Sofía (Bulgaria) y Nueva York, en donde fue representante de Francia ante la ONU. Nunca llegó a ser embajador, como quería su madre, debido, según decían sus allegados, a su vida algo bohemia.
Sus mejores amigos en París fueron los escritores André Malraux y Albert Camus, a quien frecuentaba en las oficinas de la editorial Gallimard.
Se casó con la británica escritora y editora de la revista Vogue Lesley Blanch en 1944 y se divorciaron en 1961. Al año siguiente se casó con la actriz estadounidense Jean Seberg, aunque se divorciaron en 1970, mantuvo un contacto intermitente hasta el suicidio de ella. Incluso después de su separación, Gary le pagó los tratamientos psiquiátricos y le regaló un piso en el centro de París, en donde la actriz vivió en compañía del único hijo de ambos, Alexandre Diego Gary Seberg (París, 1962). El nombre español de Diego, según Romain Gary, se lo pusieron porque fue concebido en su residencia de veraneo en Palma de Mallorca. 
Empleó los seudónimos Émile Ajar, Fosco Sinibaldi y Shatan Bogat. Es el único escritor en la historia que ha ganado dos veces el Premio Goncourt, la segunda vez con el seudónimo de Émile Ajar, hecho que generó una gran polémica en Francia, con connotaciones legales y que no se resolvió hasta poco antes de su suicidio. Gary se burló así de la alta cultura francesa y la crítica literaria más dogmática y secretamente antisemita, que acusaba su obra de romántica y trasnochada y, sin embargo, celebraba la del tal Émile Ajar un supuesto escritor joven, genio desconocido al que alabaron sin saber que se trataba del mismo escritor: Romain Gary, un judío. 
Fue autor de unos treinta libros, novelas, relatos, ensayos y memorias, además de guiones de cine, medio en el que llegó a dirigir dos películas protagonizadas por su mujer, Jean Seberg. Su nombre figura en los créditos de una veintena de películas, telefilmes y series de televisión, en calidad de guionista, argumentista, director o actor.
Se suicidó pegándose un tiro el 2 de diciembre de 1980 en su apartamento de París. Dejó una nota indicando que su muerte no tenía que ver con el suicidio de Seberg el año anterior, y que él era Émile Ajar.
Fruto de las relaciones culturales franco-judías se creó en Jerusalén un Centre Culturel Français Romain Gary de Jérusalem.

### Obra publicada

##### Con el nombre real Romain Kacew
- 1935 : L'Orage (15.02.1935 en Gringoire)
- 1935 : Une petite femme (24.05.1935 en Gringoire)
- 1937 : Le Vin des morts

##### Con el seudónimo Romain Gary
- 1945 : Éducation européenne(Las raíces del cielo (1956). Traducción española de 1958).
- 1946 : Tulipe
- 1949 : Le Grand Vestiaire
- 1952 : Les Couleurs du jour
- 1956 : Les Racines du ciel (premio Goncourt)
- 1960 : La Promesse de l'aube (La promesa del alba). Traducción castellana de 1961, publicada en Editorial Sudamericana, Buenos Aires. Reeditada en 2008 por DeBolsillo, Ramdom House Mondadori, Barcelona; traducción de Noemí Sobregués.
- 1961 : Johnnie Cœur (théâtre)
- 1962 : Gloire à nos illustres pionniers
- 1963 : Lady L.. Lady L (2018). Ed. Galaxia Gutenberg, traducción al español de Gema Moral Bartolomé
- 1965 : The Ski Bum
- 1965 : Pour Sganarelle (Frère Océan 1) (ensayo)
- 1966 : Les Mangeurs d'étoiles (La Comédie américaine 1). El devorador de estrellas
- 1967 : La Danse de Gengis Cohn (Frère Océan 2)
- 1968 : La Tête coupable (Frère Océan 3)
- 1969 : Adieu Gary Cooper (La Comédie américaine 2)
- 1970 : Chien blanc. Perro Blanco (1970) Juventud. 1.ª edición enero 1972 Traducción de Gloria Martinengo. Adaptada al cine en Perro blanco / White dog (1982), película antirracista dirigida por Samuel Fuller.
- 1971 : Les Trésors de la Mer Rouge
- 1972 : Europa
- 1973 : Les Enchanteurs
- 1974 : La nuit sera calme
- 1975 : Au-delà de cette limite votre ticket n'est plus valable
- 1977 : Clair de femme
- 1977 : Charge d'âme The gasp - La exhalación (1973). (Traducción española de 1974). (Autotraducida al francés como Charge d'âme en 1977)
- 1979 : La Bonne Moitié (teatro)
- 1979 : Les Clowns lyriques. Los payasos líricos (1979)
- 1980 : Les Cerfs-volants. Las cometas (1984) Ed. Plaza y Janés, traducción de Francisco Feria. ISBN:  9788401304002
- 1981 : Vie et mort d'Émile Ajar (póstuma)
- 1984 : L'Homme à la colombe (versión póstuma definitiva)

##### Con el seudónimo de Fosco Sinibaldi
- 1958 : L'Homme à la colombe

##### Con el seudónimo de Shatan Bogat
- 1974 : Les Têtes de Stéphanie

##### Con el seudónimo de Émile Ajar
- 1974 : Gros-Câlin. Mimos (2007) Vaivèn, traducción de María Sol Kliczkowski.
- 1975 : La Vie devant soi (premio Goncourt). La vida ante sí (1976) Plaza y Janes. Traducción de Ana M. De La Fuente. ISBN 84-01-30178-5
- 1976 : Pseudo.  Seudo, traducción de Juan Pablo Pizarro. Editorial Cuneta. Santiago de Chile, 2014. ISBN 978-956-8947-39-2.
- 1979 : L'Angoisse du roi Salomon- La angustia del Rey Salomón (1979)

## Premios
- Premio Goncourt Las raíces del cielo (1956)
- Premio Goncourt La vie devant soi (La vida ante sí) con el pseudónimo de Émile Ajar (1975)

## Adaptaciones cinematográficas
- Las raíces del cielo (1958) Estados Unidos. Dirigida por John Huston
- La promesa del alba
  - La Promesse de l'aube (película de 2017)
  - Promesa al amanecer (1970). Dirigida por Jules Dassin
- Sin tiempo para vivir (1959) Estados Unidos. Dirigida por Nunnally Johnson
- Les oiseaux vont mourir au Pérou (1968)
- La vida por delante
  - Madame Rosa (1975)
  - La vita davanti a sé (2020) (Titulada en español como La vida por delante y La vida ante sí)
- Gros câlin (1979). Dirigida por Jean-Pierre Rawson
- Una mujer singular (1979). Dirigida por Costa-Gavras
- Experiencia mortal (1981). Dirigida por George Kaczender
- Perro blanco (1982). Dirigida por Samuel Fuller